# Arthur Prysock
Arthur Prysock Jr. (né le 1er janvier 1924 ou 1929 à Spartanburg (Caroline du Sud) et mort le 21 juin 1997 à Hamilton (Bermudes) est un chanteur américain de jazz et de R&B surtout connu pour ses spectacles et son baryton profond, influencé par Billy Eckstine.
Selon sa nécrologie dans le New York Times, « sa voix lourde et profonde projetait une virilité calme et rassurante.